# 과학지식사회학
과학지식사회학(科學知識社會學, Sociology of Scientific Knowledge, SSK)을 간략히 설명하자면 과학지식의 구성요인에 사회적 요인이 어떻게 작용하고 있는가를 밝히고 생성된 과학지식은 사회에 어떤 영향을 미치는가를 연구하는 학문이다. 과학지식사회학자들은 과학을 절대적이고 보편적인 것으로 여기던 기존의 사고를 벗어나 과학이 사회에 미치는 영향에 대해서 학술적으로 연구해야 할 필요성을 주장했다. 그들은 과학기술로 인해 사회에 부작용이 생길 수 있다는 것을 경험한 뒤, 그러한 부작용을 줄이기 위해서는 과학지식과 사회적 요인 사이의 연관성을 탐구해야 한다고 생각했다.

## 정의

### 지식사회학
과학지식사회학을 정의하기 위해서는 우선 과학지식사회학의 모체인 지식사회학이 무엇인지 간단하게 짚고 넘어갈 필요가 있다. 지식사회학이란 지식 또는 학문이 사회적 요인과 긴밀한 관계를 맺고있다는 전제 하에 그것을 분석하고 이해하는 사회학의 한 분야다. 지식사회학에 따르면 지식은 사회로부터 생성된다. 때문에 지식은 반드시 사회적인 맥락 속에서 사회적 요인을 통해 분석되어야 한다. 지식 속에 내포된 사회 요인이 사회에서 어떠한 기능을 수행하는가를 확인하는 것도 지식사회학의 중요한 목표이다. 
마르크스는 그의 저서 《정치경제학 비판》에서 인간의 의식은 결코 사회적 배경에서 자유롭지 못하며 인간의 의식에서 생산되는 지식 역시 사회의 영향력 안에 있다고 주장했다. 마르크스가 논의하기 시작한 이같은 의견을 ‘지식사회학’이라고 학술적으로 정의, 확장한 최초의 사람은 막스 셸러와 칼 만하임이다. 막스 셸러는 자신의 장편 논문 《지식사회학의 문제들》(1924)에서 ‘지식사회학(Soziologie des Wissens)’이라는 용어를 처음으로 사용했다. 한편 칼 만하임은 자신의 저서 《지식사회학》(1954)에서 지식사회학을 '사상의 사회적 혹은 존재적 조건화에 대한 이론'이라고 폭넓게 정의, 존재구속성을 역사 이론적으로 분석하고자 했다.
막스 셸러와 칼 만하임은 지식에 대한 마르크스의 사유를 일부 인정하면서도 마르크스주의에 비판점을 제기했다. 그들은 마르크스가 주목했던 경제적, 계급론적인 시각 이전에 지역, 연령, 성과 같은 사회를 구성하는 가장 기본적인 요소에 주목하여 지식사회학 연구를 전개해나갔다.

### 과학지식사회학
과학지식사회학은 과학과 연관된 지식과 학문을 지식사회학적 시각으로 탐구하는 것이다. 즉 자연과학을 사회학의 대상으로 연구하는 것을 일컫는다. 과학지식사회학은 과학지식의 구성에 사회적 요인이 어떻게 개입되었는가를 밝히고, 모든 과학지식은 그 진위 평가와 무관하게 동등한 사회학적 설명이 가해져야 한다고 보았다. 이는 과학을 사회적 요인과는 상관없이 과학 자체의 논리적 합리성에 관련한 것으로만 보았던 전통적인 과학철학과, 과학지식보다는 과학의 사회적 요인에만 관심을 기울인 기능주의적 과학사회학 모두를 비판하는 것이다.
셸러와 만하임이 주창한 지식사회학은 철학, 종교, 정치사상만을 대상으로 하고 과학은 사회를 뛰어넘은 절대적인 지식으로 보았다. 이러한 틀을 깬 과학지식사회학에 대한 연구는 1970년대에 들어 활발하게 진행됐는데 데이비드 블로어(David Bloor), 배리 반스(Barry Barnes) 등 에든버러 대학의 과학사회학 그룹이 특히 주축이 되었다. 반스와 블로어의 ‘강한 프로그램’ 이후로 과학지식사회학은 ‘경험적 상대주의 프로그램’, ‘실험실 연구’, ‘행위자 연결망 이론’ 등으로 분파된다. 
과학사회학과 과학지식사회학을 동일한 것으로 생각하는 이들이 종종 있는데 과학사회학과 과학지식사회학은 다른 시각을 가진 별개의 학문이다. 로버트 머튼(Robert. K. Merton)은 과학에 대한 최초의 사회학적 연구를 시작하면서 ‘과학사회학’을 만들었으며 과학사회의 규범구조와 제도에 대한 연구를 하였다. 과학사회학은 과학지식 자체에 대한 분석보다는 과학자들의 사회에 대한 분석에 가까웠고 이를 비판하며 등장한 것이 과학지식사회학이다. 앞서 언급한 과학지식사회학이 과학철학과 기능주의적 과학사회학 모두를 비판하며 등장했다는 설명은 이러한 배경을 의미한다.

## 과학지식사회학의 등장배경

### 과학지식사회학 이전의 메커니즘
2차 대전 이후 1960년대 초까지는 서구가 장기호황을 누리면서 과학과 사회진보에 대한 낙관론이 팽배했다. 당시의 서구는 산업혁명을 통해 자본가들이 크게 성공하고 과학기술을 이용하여 전쟁에서 승리했다. 이 시기의 사람들은 환경 오염 등 이후에 일어날 문제에 대해서는 생각하지 못했고 과학지식이 국가를 발전시킨다고만 믿었다. 특히 2차대전 당시 맨해튼 프로젝트의 성공은 서구 과학정책의 모태가 되었으며 이를 계기로 미국은 국가와 과학자공동체간의 사회계약을 맺고 국립과학재단(NSP)을 만들었다. 이 사회계약은 국가는 과학에 대해 지원하고 과학은 기술진보로서 국가의 보건, 복지, 국방 등에 기여하며 그러기 위해서는 과학에 대한 관리는 철저히 과학자공동체의 자율적 내부통제에 맡겨져야 된다는 내용을 담고 있다. 이로써 과학과 과학정책은 황금기를 맞이하고 60년대까지 과학맹신주의가 성행하게 된다.

### 과학지식사회학의 성립과정
산업혁명과 과학혁명을 거치면서 과학기술이 사회에서 차지하는 영향과 비중은 점점 더 커졌고, 중세의 신 중심주의가 과학으로 대체되면서 학자들은 과학과 사회의 긴밀성에 대해 관심을 갖기 시작했다. 1930년대부터 과학 발전에 대한 사회학적 연구를 개척하여 1960년대에 이르러 과학사회학을 최초로 학문적, 제도적으로 정립한 이는 미국의 기능주의 사회학자 로버트 머튼이었다. 로버트 머튼은 과학사회학을 통해 과학자들의 사회에 대한 분석을 내놓았다. 머튼에 따르면 과학은 합리적인 사회적 제도와 규범으로 지배되는 과학자 사회의 합리적인 산물이며, 과학 활동이라는 사회적 제도는 과학자 사회의 가치 규범인 보편주의(universalism), 공유주의(communism), 조직화된 회의주의(organised scepticism), 불편부당성(disinterestedness)에 의해 규제된다. 머튼과 그의 제자들은 과학자 내부의 계층화 현상, 과학자들에 대한 보상체계 및 통제체계, 그리고 과학 성장의 사회적 조건 등으로 관심의 폭을 넓혔다. 
이같은 로버트 머튼의 과학사회학은 과학사회의 조건과 운영만을 연구하고 정작 과학지식의 내용과 사회적 요인 사이의 관계에 대한 지식사회학적 연구는 하지 않았다는 비판을 받게된다. 머튼은 네 가지 기본규범의 준수가 사회적 이해관계의 개입을 차단하여 객관적인 과학지식을 생산할 수 있는 환경을 만들어준다고 주장했다. 즉 과학자 사회에 대한 연구를 했지만 과학지식 자체에 대해서는 철저히 실존주의적 시각을 가지고 있는 셈이다. 이에 반론을 제기하며 과학사회학이 수행하지 않은 연구, 즉 과학지식 자체와 사회 사이의 긴밀성에 대한 연구를 하기 위해 등장한 것이 바로 과학지식사회학이다. 
한편 과학지식사회학이 성립하고 성행하는 데에는 1960년대의 시대상황도 영향을 미쳤다. 1960년대 서구사회는 과학기술에서 기인한 여러 가지 문제로 혼란스러웠다. 산업혁명의 결과로 환경오염이 심각해졌고, 미국의 베트남전 참전에 대한 반대운동이 일어나면서 대량살상무기에 대한 대중들의 회의감이 커졌다. 사회를 윤택하게 하고 인간을 편리하게 해준다고 믿었던 과학기술이 오히려 인간의 삶을 황폐하게 만드는 것을 보면서 사람들은 반과학기술운동을 벌이기 시작, 학계에서도 과학기술과 사회 사이의 관계에 대해서 근본적인 재검토가 필요하다는 의견이 팽배했다. 이같은 사회적 분위기 속에서 미국 및 유럽의 대학들은 새로운 교과과정으로서 ‘과학기술과 사회(STS)’ 프로그램을 제도적으로 개발했다. 그리고 70년대 중반에 들어서자 영국 에딘버러 대학의 반스, 블로어 등이 ‘강한 프로그램(strong program)’을 주창하며 비로소 과학지식사회학이 성립하게 된다. 
80년대에 들어서면서 과학지식사회학은 기술의 발전을 설명하는 데까지 응용되어 기술사회학이 발전하는 데에 많은 기여를 하게 된다. 또한 한 명의 전문가가 완전무결한 지식을 가지고 있거나 완전히 가치중립적이지 못하므로 다양한 경험을 가진 일반 사람들이 과학정책결정에 참여해야 한다는 과학분야의 참여민주주의가 과학지식사회학의 정신으로부터 시작하게 됐다.

## 과학지식사회학의 분파

### 베리반스와 데이빗 블루어의 스트롱 프로그램

#### 스트롱 프로그램의 등장 배경
70년대 중반 블루어(D. Bloor), 반스(B. Barnes)를 기점으로 한 영국학자들이 과학지식사회학의 기초를 이루는 새로운 틀을 발표했다. 블루어를 비롯한 영국 과학지식사회학자들은 전통적인 지식사회학의 단점을 보완하여 새로운 접근법을 만들고자 했는데, 이를 통해 나타난 것이 블루어의 스트롱 프로그램(strong program)이다. 블루어는 1976년에 발표한 <지식과 사회의 상 (Knowledge and Social Imagery)>에서 스트롱 프로그램을 주장하였는데, 여기서 '강한(strong)'은 과학의 내용이 사회적 구성성(social constructivity)을 의미함을 뜻한다.

#### 스트롱 프로그램의 원리
스트롱 프로그램은 기본적으로 아래 네 가지 원리를 추구한다.
1. 인과성(causality): 과학의 사회적 연구는 신념 또는 지식의 상태들을 설명해야 한다.
2. 공평성(impartiality): 과학지식사회학은 지식의 참과 거짓, 합리성과 비합리성, 성공과 실패에 대한 설명에서 공평해야 한다.
3. 대칭성(symmetricity): 참과 거짓의 신념을 동일한 종류의 원인으로 설명해야 한다. 다시 말해 ‘참’인 과학은 자연에서 그 설명을 구하고, ‘거짓’인 과학은 그 원인을 사회에서 찾는 식이어서는 안 된다.
4. 성찰성(reflexivity): 과학에 적용하는 것과 동일한 설명을 과학의 사회적 연구에도 적용시켜야 한다.

네 가지 원리 중에서도 공평성과 대칭성 원리는 프로그램의 핵심에 해당한다. 
특히 대칭성 원리는 과학의 사회적 연구에서 많이 쓰이며 중요한 원리로 자리 잡았다. 대칭성은 이후 콜린스의 분석틀로 발전하며 과학을 사회문화적 산물로 인식할 수 있는 배경을 만들어주었다. 실질적으로 대칭성 원리의 점진적인 확장이라는 측면에서 과학의 사회적 연구 역사를 재조명할 수 있는데, 다음의 머튼에서부터 라투르에까지의 계보를 통해 확장과정을 살펴볼 수 있다. 
- 머튼 : 과학과 다른 제도 사이의 대칭성
- 쿤 : 패러다임 사이의 대칭성 (공약불가능성)
- 블루어 : 실패한 과학과 성공한 과학, 합리성과 비합리성 사이의 대칭성
- EPOR : 선택된 기술(또는 이론)과 선택되지 않은 기술(또는 이론) 사이의 대칭성
- 라투르 : 인간과 비인간(사물) 사이의 대칭성

반면 브라이언 마틴(Brian Martin)을 포함하는 STS(Science Technology and Society) 학계의 행동주의 진영은 공평성과 대칭성에 대해 미흡한 점을 지적하기도 했다. 특히 대칭성은 실천론적 측면에서 분석자의 가치중립성이라는 가정에 대해 비판을 받았다. 여기서 인신론적 상대주의의 철학적 문제가 대두되는데, 국내에서는 이영희 교수의 『과학기술의 사회학』에서 그 비판을 찾아 볼 수 있다. 이 교수는 인식론적 상대주의가 '판단적 상대주의(judgemental relativism)' 혹은 '도덕적 상대주의(moral relativism)'로 귀결될 수 있다고 지적하며 이러한 인식론적 상대주의가 규범적 가치의 개입을 학문적으로 봉쇄하고 있다고 비판한다. 
이러한 여러 논의들 가운데 대칭성이 주는 의의는 이후 과학지식과 기술의 구성성, 대중의 과학이해에 대한 새로운 접근이 출발할 수 있는 중요한 개념적 토대를 제공해 주었다는 점이다. 사회적 구성주의가 비판적 과학기술정치의 가능성을 열어주었다는 점도 주목할만 하다. 이에 대해 블루어는 전통적인 지식사회학을 비판하며 "사회학자에게 지식이란 사람들이 지식으로 받아들이는 모든 것이다. 그것은 사람들이 자신 있게 취하고, 그것에 의해 살아가는 신념들에 의해 구성된다."라는 말을 한 바 있다. 이처럼 블루어를 비롯해 스트롱 프로그램을 주장한 학자들은 과학지식이 다른 문화적 산물들과 인식론적 차이가 없으며, 동일한 사회학적 분석 대상이 되어야 한다고 주장했다.

### 해리 콜린스의 상대주의의 경험적 프로그램

#### 상대주의의 경험적 프로그램의 등장 배경
콜린스는 과학논쟁을, 정상과학으로도 과학혁명으로도 보지 않았다. 논쟁이란 과학자를 비롯한 그밖의 행위자들이 “전체 구조를 개혁하지 않으면서, 당연하게 여겨지는 것들에 주된 변화를 일으키려고 시도하는” 국면을 나타낸다고 해석했다. 이에 근거해 콜린스는 블루어의 강한 프로그램에서 더 나아가 상대주의를 옹호하는 상대주의의 경험적 프로그램(EPOR)을 주장했다. 일반적으로 강한 프로그램에서 상대주의의 경험적 프로그램으로의 흐름을 사회 구성주의(social constructivism)라고 하는데 이는 사회적 구성성을 이해관계라는 관점에서 접근하기 때문에 이해관계 접근법이라고도 한다. 즉 특정한 사회적, 정치적 이해관계에 의해 과학자들의 지식주장이 영향을 받는다는 것이다. 이 변화는 사회적 구성에서 문화적 구성으로 나아가는 것으로 볼 수 있다. 

#### 상대주의의 경험적 프로그램의 전략
상대주의의 경험적 프로그램은 세 가지 전략을 기반으로 한다. 
1. 실험결과의 ‘해석적 유연성’을 밝힌다. 가능성을 열고 실험이 한 가지 이상의 여러 방향으로 해석될 수 있음을 밝힌다. 즉 특정 실험결과나 과학이론에 대해 관련된 사회집단들 사이에서 이루어지는 다양한 해석을 분석하는 것이다.
2. 논쟁의 종결이 이루어지는 메커니즘(논쟁종결기제, closure mechanism)을 분석한다. 이것은 과학지식의 산출이 사회적 협상과정으로 이루어지는 논쟁종결기제를 통함을 뜻하는 것으로, 사회적 논쟁의 특징을 지닌다. 이 논쟁은 사람 중심의 핵심집단(core set)으로 이루어진다. 이 때 핵심집단은 행위자-연결망 이론의 개념보다는 서로 갈등을 빚는 개인들과 연결망들의 일시적인 연결망을 포괄한다.
3. 종결 메커니즘을 보다 넓은 사회구조와 연결 짓는다. 콜린스는 이해관계가 논쟁의 종결과정에서 미치는 역할을 추려냈다. 다시 말해 과학지식의 산출 과정에서 이해관계가 논쟁의 종결 과정에 영향을 미칠 수 있다고 주장했다.

이후 핀치와 바이커는 위와 같은 EPOR의 분석전략을 이후 기술의 사회적 구성주의(Social Constructivism of Technology: SCOT)프로그램의 토대로 사용했다

### 캐린 크노르-세티나의 실험실 연구

#### 실험실 연구의 등장 배경
강한 프로그램은 전통적인 지식사회학의 한계를 극복하기 위해, 후기 경험주의적 과학철학을 사회학적으로 수정하고, 과학사 연구에서 밝혀진 실제 논쟁에 대한 새로운 해석을 발전시켰다. 그럼에도 불구하고 여전히 전통적인 지식사회학의 핵심주장에서 벗어나지 못해 거시사회학적인 변수와 지식 간의 관계를 연구하는 것이 가장 중요한 초점으로 남아 있었다. 
강한 프로그램을 옹호한 사회학자들은 거시사회학적인 변수로 과학자들의 주장과 행위를 설명하는 데 과학자들이 속한 '집단'이 가지고 있는 사회적인 성격, 즉 집단이 추구하는 사회ㆍ정치적인 목표와 이해 등을 이용했다. 과학자들은 사회화를 통해 집단이 오랫동안 쌓아온 연구 전통, 사회ㆍ정치적인 이해관계, 그리고 연구기법과 장치 등을 위협으로부터 '방어'하고자 한다. 강한 프로그램은 이와 같은 수많은 연구 집단 간의 논쟁을 이런 집단들이 가지고 있던 상이한 사회ㆍ정치적인 이데올로기와 이해관계를 사용해서 설명했다.
실험실 연구는 거시적인 변수만을 다루어왔던 기존의 강한 프로그램과 대조적으로 지식 구성과정 자체를 '미시사회학적'으로 연구하려는 시도에서 출현했다. 이런 미시사회학적인 연구자들 중 하나였던 크노르 세티나(Karin Knorr－Cetina)는 강한 프로그램류의 거시사회학적인 연구의 한계에 대해서 다음과 같이 서술한다.
"거시사회학적인 상응주장(congruency claim)에서는 개인의 경우에 대한 추론이 배제되므로, 거시사회학적인 접근에서 인과 또는 기능적인 귀속들은 사회－구조적인 수준에 머물 수밖에 없다. 이런 접근법이 답하지 못한 질문은 바로 어디서, 어떤 맥락을 통해, 그리고 어떻게 사회적인 이해와 같은 상황 요소들이 특정한 지식의 대상에 개입하게 되는가이다."

#### 실험실 연구의 특징 및 과정
이 '실험실 연구'는 라투르와 울가(Steve Woolgar)의 실험실 연구와 함께 과학사회학에서 실험실에 대한 대표적인 민속지적 연구(ethnographic studies)로 손꼽힌다. 
크노르 세티나는 캘리포니아 대학 버클리 분교의 미생물학과 식물단백질 기술을 연구하는 실험실에 직접 들어갔다. 그리고 그녀는 실험이 행해지는 바로 그 상황에서 관찰을 통해 어떻게 과학적인 사실이 생산되는가를 미시적 시각으로 연구했다. 그에 따르면 과학적인 사실의 생산은 과학철학자들이 생각한 것처럼 외부에 '이미' 존재한다고 생각하는 세계의 구조와 과정을 단순히 수동적으로 묘사하고 '재현'하는 방식으로 이루어지지 않는다. 오히려 그와 대조적으로 연구 기기, 방법에 대한 과학자들의 상황 판단과 협상적인 선택, 그리고 이런 선택과 협상에 밀접하게 연결된 '인공적인 실재'에 기초해 '능동적'으로 구성된다고 보았다.

### 브뤼노 라투르와 미셸 칼론의 행위자 연결망 이론

#### 행위자-연결망 이론의 등장 배경
행위자-연결망 이론(Actor-Network Theory: ANT)는 사회적 구성주의의 한계를 극복하고자 나온 이론이다. 이 이론을 대표하는 미셸 칼론, 존 라우 등의 학자들은 과학지식사회학의 대칭성 개념을 인간적ㆍ사회적 요소들에 국한된 비대칭적인 것으로 비판하며 인간을 비롯한 ‘비인간적인 요소’까지 대칭성 개념을 확장시켜야 한다고 주장한다. 이 대칭성은 인식론적 대칭성 혹은 분석적 대칭성을 의미하고 이에 따라 ANT는 대칭성 개념의 측면에서 가장 급진적인 대칭성(radical symmetry), 또는 일반화된 대칭성(generalized symmetry)을 주장한다. 

#### 행위자-연결망 이론의 배경: 존 라우와 브루노 라투어의 이질적인 연결망
존 라우는 사회가 문화, 조직, 기계 등 물질적 요소를 포함한 이질적 요소들의 연결망에 의해 창출되는 '이질적인 연결망'으로 본다. 그에 따라 한 요소가 다른 요소를 일방적으로 강제하는 식으로 해석하는 환원주의를 배제한다. 요소들 사이에는 상호작용이 존재하고, 이러한 상호작용을 통한 일시적인 질서화와 안정화가 존재할 뿐 고정된 실체란 없다는 것이다. 따라서 ANT에서는 사회, 문화 그리고 과학 등 모든 요소들은 이질적인 연결망이고 어떤 특권적인 지위를 갖지 못한다.
그러한 측면에서 ANT가 문화적 구성에서 한 단계 더 진전한 입장으로 볼 수 있는 가능성도 있다. 
브루노 라투르는 강한 프로그램의 사회 구성주의에서처럼 사회를 본질적인 것으로 여기고 설명요인으로 사용할 뿐 사회 역시 결과라는 사실을 간과하는 것에 대해 비판했다. 그리고 ‘Science in Action’에서 행위자-연결망 이론을 명료화했다.
라투르는 행위자-연결망 이론을 통해 기존 사회과학/철학의 주관-객관이라는 이분법적 양식 대신 이질적인 연결망(heterogeneous network)으로 보는 시각을 강조했다. 이에 따라 인간 행위자와 비인간 행위자가 모두 동등한 행위능력(agency)을 갖고 있다는 데 주목하여 이 둘을 대칭적으로 다룰 것을 주장한다.

## 반론 및 비판
학자들은 과학지식사회학이 하나의 학문으로서 깊이와 무게가 있느냐에 대해 의문을 제기한다. 과학기술과 사회를 완전한 별 개의 것으로 판단했던 과거와는 달리 현대사회는 과학과 사회의 긴밀한 상호작용을 당연한 것으로 인지한다. 21세기를 대변하는 ‘정보통신사회’라는 용어에서도 과학을 사회와 떨어뜨려 생각하지 않는 현대인의 사고방식이 드러난다. 모든 사람들이 과학이 사회에 미치는 영향과 사회가 과학에 미치는 영향에 대해 고민하는 사회에서 ‘과학적 지식을 사회적 요인으로 분석하자’는 목적을 가진 연구가 과연 하나의 학문의 갈래로서 존재할 수 있느냐의 문제가 발생하는 것이다. 이는 과학지식사회학을 포함한 지식사회학 전반의 위기를 의미한다. 비판론자들은 지식사회학의 사유가 19,20세기에 들어서는 보편적이고 표준적인 상식이 되었으며, 지식사회학적 시각은 학문 고유의 특이성이 없이 교과서적이라고 비판한다.
20세기에 들어서면서 과학지식사회학의 철학적 사유가 줄어들었다는 점도 비판받는 점이다. 과학지식사회학이 기술, 정책, 환경, 대중의 과학 이해 등에 주제에 관심을 더 기울이게 되면서 학자들은 이전보다 표면적이고 실질적인 이야기에 초점을 맞추게 된다. 과학지식과 사회적 요인의 연관성에 대해 언급은 하되 그것이 일상적인 생활에 초점이 맞추어짐으로써 철학적인 고민의 정도는 상대적으로 떨어지게 된 것이다. 그 결과 과학지식사회학은 본래의 목적을 잃고 성격이 다른 여러 사유로 나뉘었다는 비판을 받게 됐다.
과학지식에는 사회학적 관점으로는 끝내 해석할 수 없는, 과학 그 자체의 고유한 특징이 있다는 것도 과학지식사회학에 대한 반론 중 하나다. 과학은 사회학에 비해 상대적으로 예외가 적고 규칙이 뚜렷하며 절대적인 시각이 많이 작용한다. 사회의 영향을 받아 변화하는 부분이 있는가 하면 사회적인 관점으로는 절대 도달할 수 없는 과학의 학문적 영역이 존재한다. 과학지식사회학의 대상이 되는 과학을, 과학지식사회학의 중심이 되는 사유방식으로 전부 파악할 수 없다면 그것은 학문 자체에 큰 허점이 아니냐는 지적이 뒤따른다.
과학지식사회학은 사회학일뿐 과학적이지 않다는 비판도 있다. 물리학자 데이비드 머민은 콜린스와 린치의 특수상대성 이론에 대한 분석을 읽고 처음에는 그들이 물리학의 지적 권위를 떨어뜨리고 과학자들이 별 다른 인식적 근거 없이 이론을 선택한다고 주장함으로써 과학을 폄하하려 한다고 생각했다고 털어놓기도 했다. 과학자들은 과학지식사회학자들이 과학의 객관성과 보편성을 무시, 과학의 존재가치를 떨어뜨린다고 주장했다. 그들은 과학지식사회학이 제시하는 근거는 비이성적이고 직관적이라고 반론했다.

## 참고 문헌
- 김경만, 《과학지식과 사회이론》, 한길사, 2004.
- 데이비드 J. 헤스, 김환석 역, 《과학학의 이해》, 당대, 2004.
- 고명섭, 《담론의 발견》, 한길사, 2006.
- 참여연대 과학기술민주화를위한모임, 《진보의 패러독스 – 과학기술의 민주화를 위하여》, 당대, 1999.
- 막스 셸러, 정영도·이을상 역, 《지식의 형태와 사회 1·2》, 한길사, 2011.
- 로버트 K. 머튼, 석현호 역, 《과학사회학 1·2》, 민음사, 1998.
- 앤드루 웹스터, 김환석 외 역, 《과학기술과 사회》, 한울, 2009.
- 위비 바이커 외, 송성수 역, 《과학기술은 사회적으로 어떻게 구성되는가》, 새물결, 1999.
- 데이비드 블루어, 김경만 역, 《지식과 사회의 상》, 한길사, 2000.
- 이영희, 《과학기술의 사회학》, 한울아카데미, 2000.
- 윤정로, 《과학 기술과 한국 사회》, 문학과지성사, 2000.
- 송호근, 《칼 만하임의 지식 사회학 연구》, 弘盛社, 1983.
- 김환석, "과학사회학이란 무엇인가?", 《대한교육》 제97호, 1999.
- 브뤼노 라투르, 이세진 역, 《브뤼노 라투르의 과학인문학 편지》, 사월의책, 2012.